# Procyon
Procyon é um gênero de pequenos animais carnívoros e noctívagos, endêmicos das Américas, tendo como um de seus exemplares mais conhecidos os guaxinins. Possuem cauda quase do mesmo tamanho do corpo, com anéis pretos; sobre os olhos possui também manchas pretas, que assemelham a uma máscara. As patas dianteiras assemelham-se a mãos humanas.

## Habitat
Não temem as aglomerações urbanas, onde atacam as latas de lixo para se alimentar, como fazem os cães de rua, cães ferais, ursos, gatos e as outras espécies de guaxinins, tendo o estranho hábito de mergulhar em água tudo o que comem (daí o apelido de ratos-lavadores), o que faz supor que, no estado selvagem, ele se alimentaria principalmente de animais aquáticos.

## Reprodução
As fêmeas produzem uma ninhada de 4 a 6 filhotes a cada ano e cuidam deles durante um ano.

## Espécies
O gênero Procyon, que inclui os guaxinins (no sentido lato) integra três espécies:
- Guaxinim - Procyon loctor
- Mão-pelada ou guaxinim-sulamericano -Procyon cancrivorus
- Guaxinim-pigmeu - Procyon pygmaeus